# Cheile Văii Cetii
Cheile Văii Cetii alcătuiesc o arie protejată de interes național ce corespunde categoriei a IV-a IUCN (rezervație naturală de tip mixt), situată în vestul Transilvaniei, pe teritoriul județului județul Alba.

## Localizare
Aria naturală se află în partea estică a Munților Trascăului pe cursul mijlociu al Văii Cetea (un afluent al râului Galda), pe teritoriul administrativ al comunei Galda de Jos, satul Cetea.

## Descriere
Rezervația naturală a fost declarată arie protejată prin Legea Nr.5 din 6 martie 2000, publicată în Monitorul Oficial al României, Nr.152 din 12 aprilie 2000, privind aprobarea Planului de amenajare a teritoriului național - Secțiunea a III-a - zone protejate și are o suprafață de 10 ha.

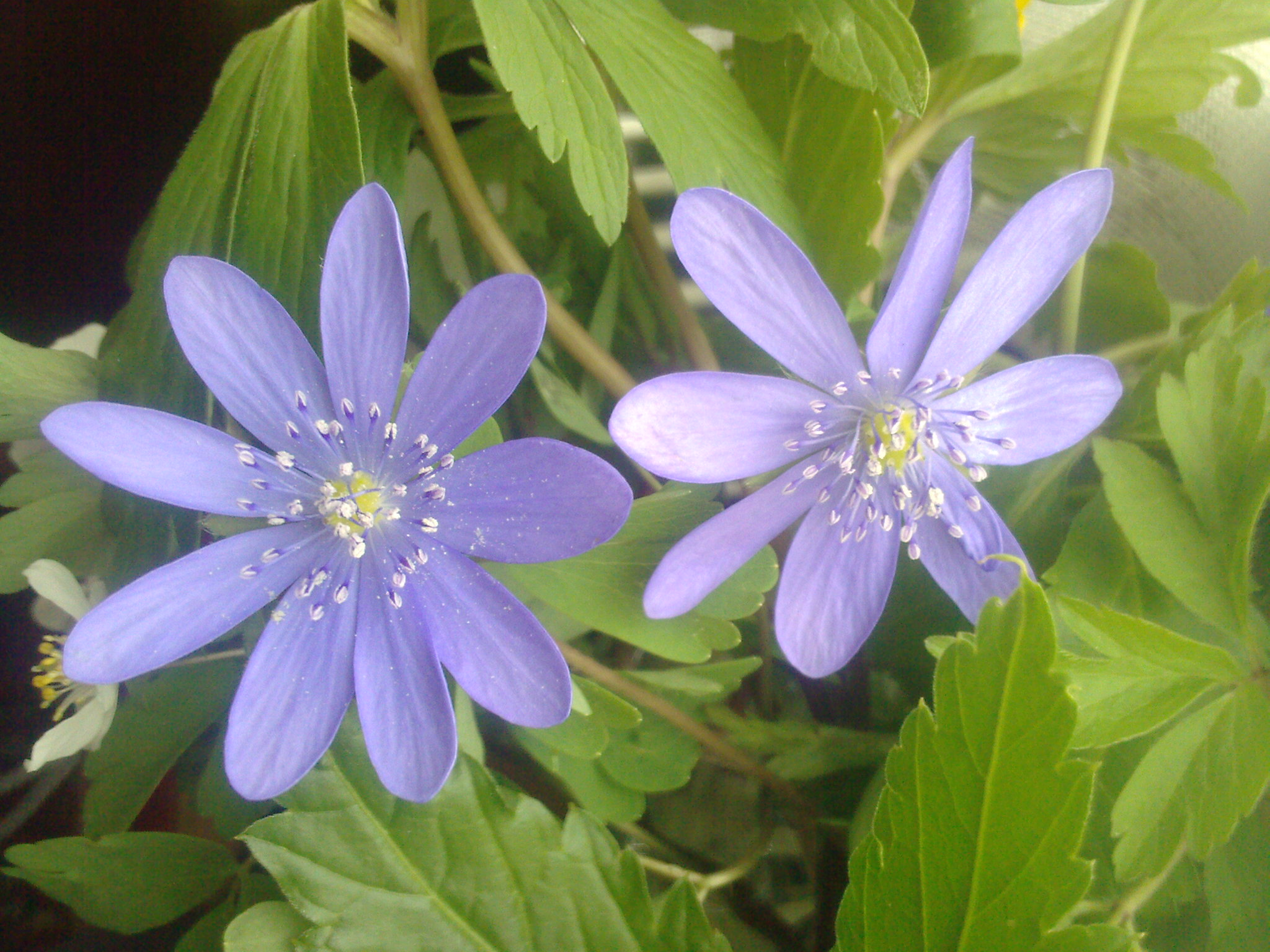
Crucea voinicului (Hepatica transsilvanica)

Aria protejată este inclusă în situl de importanță comunitară - Trascău și reprezintă o zonă de cheiuri înguste, săpate în calcare (ace, turnuri, hornuri, mase de grohotiș), înconjurate de vegetație forestieră (fag, gorun, mesteacăn, pin), pășuni și fânețe. 
Flora ariei protejate are în componență arbori și arbusti cu specii de: pin de pădure (Pinus sylvestris), fag (Fagus sylvatica), gorun (Quercus petraea), mesteacăn (Betula pendula),  alun (Corylus avellana) sau măceș (Rosa canina).
La nivelul ierburilor sunt întâlnite specii floristice de pajiște și stâncărie, printre care: floare de colț (Leontopodium alpinum Cass.), crucea voinicului (Hepatica transsilvanica), bozior (Orchis sambucina), cimbrișor (Thymus comosus), sau ghiocel (Galanthus nivalis).

## Monumente și atracții turistice
În vecinătatea rezervației naturale se află câteva obiective de interes istoric, cultural și turistic; astfel:
- Biserica "Nașterea Maicii Domnului" din Galda de Jos, construcție 1715, monument istoric (cod LMI AB-II-m-A-00219).
- Biserica greco-catolică din Galda de Sus.
- Biserica Sfinții Arhangheli din Galda de Sus, construcție secolul al XVII-lea, monument istoric (cod LMI AB-II-m-A-00220).
- Biserica reformată (ruine) din Benic, construcție secolul al XIII-lea, monument istoric (cod LMI AB-II-m-B-00185.01).
- Biserica "Cuvioasa Paraschiva" din Mesentea, construcție 1782, monument istoric (cod LMI AB-II-m-A-00252).
- Ariile protejate: Cheile Gălzii și Bulzul Gălzii.
- Trascău - sit de importanță comunitară (50.064 hectare) inclus în rețeaua ecologică Natura 2000 în România.